# Kajini
 Kajini   (olaszul: Caini) falu Horvátországban, Isztria megyében. Közigazgatásilag Buzethez tartozik.

## Fekvése
Az Isztriai-félsziget északi részének közepén, Pazintól 21 km-re északra, községközpontjától 3 km-re északnyugatra, Ćićarija-hegység alatt a Buzeti-medence nyugati szélén erdőktől körülvéve fekszik.

## Története
1880-ban 57, 1910-ben 69 lakosa volt. 2011-ben 16 lakosa volt.

## Lakosság
| Lakosság változása | Lakosság változása | Lakosság változása | Lakosság változása | Lakosság változása | Lakosság változása | Lakosság változása | Lakosság változása | Lakosság változása | Lakosság változása | Lakosság változása | Lakosság változása | Lakosság változása | Lakosság változása | Lakosság változása | Lakosság változása |
| ------------------ | ------------------ | ------------------ | ------------------ | ------------------ | ------------------ | ------------------ | ------------------ | ------------------ | ------------------ | ------------------ | ------------------ | ------------------ | ------------------ | ------------------ | ------------------ |
| 1857               | 1869               | 1880               | 1890               | 1900               | 1910               | 1921               | 1931               | 1948               | 1953               | 1961               | 1971               | 1981               | 1991               | 2001               | 2011               |
| 0                  | 0                  | 57                 | 62                 | 54                 | 69                 | 0                  | 0                  | 66                 | 64                 | 43                 | 31                 | 24                 | 17                 | 15                 | 16                 |